# Arctopsyche mesogona
Arctopsyche mesogona är en nattsländeart som beskrevs av Wolfram Mey 1997. Arctopsyche mesogona ingår i släktet Arctopsyche och familjen ryssjenattsländor. Inga underarter finns listade i Catalogue of Life.